# Чорноплатове
Чорноплатове́ —  село в Україні, у Попівській сільській громаді Конотопського району Сумської області. Населення становить 532 особи. До 2020 орган місцевого самоврядування — Присеймівська сільська рада.

## Географія
Село Чорноплатове знаходиться біля урочища Жукове за 4-ри км від правого берега річки Сейм. Примикає до селища Залізничне, за 1 км розташоване село Присеймів'я. Поруч проходить залізниця, гілка Конотоп-Шостка, станція Мельня за 0,5 км.
Село Чорноплатове, розташоване біля залізничної станції Мельня, неподалік від р. Сейм.  В минулому біля села добували велику кількість торфу, який продавався не тільки жителям сусідніх сіл, а й районів. А зараз на заболоченій місцевості створили Чорноплатівський заповідник. В ньому водяться ондатри, бобри, вовки, лисиці, а також можна зустріти козуль.
Географічне положення села  51º22 пн. ш., 33º 10 сх. д. Поверхня - рів-нина. Клімат – помірно-континентальний. Кількість опадів – 533 мм, се-редні температури: січень – (-7 -8 С), липень – (+18 +20 С). Переважає північно-західний перенос вітрів. Висота над рівнем моря 150 км віддаль до Конотопа 15 км, Сум – 145 км, Києва – 210 км.

## Історія
Історія села сягає у другу половину XIX століття, коли кролевецький поміщик Линський за якусь провину відправив мешканця села Алтинівки Івана Чорноплата в глухий ліс доглядачем-об'їжджчиком. Іван разом з дружиною Лесею оселилися у великій хаті, завели господарство. Через деякий час навколо їхньої хати почали селитися люди, і виник хутір, який назвали іменем старожила - Чорноплата. Найближча школа була відкрита у 1884 році у с. Мельня. Тому, коли на початку 90-х років XIX ст. з'явився у Чорноплатові грамотний чоловік, то вирішили селяни доручити йому створення власної школи. Був це відставний чиновник, колезький реєстратор Олексій Случевський. Школа була „бродячою”, тобто не маючи постійного помешкання, знаходилась  у хатах батьків учнів по тижню. Згодом батьки домовились про постійне місце навчання в спустілій просторій хаті сомотнього діда Чорноплата. У хаті було душно і чадно тому деякі діти тікали з уроків. Учнів у школі було близько 20 чоловік, віком від 10-12 до 19 років. дівчаток не було. Навчання у школі розпочиналося після Покрови, коли вже непасли корів.
Невдовзі неподалік села розпочинають будувати залізницю. На будівництво сходилося багато селян з різних сусідніх губерній - "стягалися" до села Чорноплатове, тому з'являється нова, неофіційна народна назва - "Стягайлівка".
У 1905 році була збудована двоповерхова будівля станції "Мельня". Назва станції "Мельня" не відповідає дійсності, оскільки біля станції знаходиться село Чорноплатове, а село Мельня - за 5 кілометрів. Можливо, залізничників злякала неблагозвучна назва "Чорноплатове", і вони обрали приємнішу для себе - "Мельня", що збереглася й донині.
У 1917-1920 роках у селі кілька разів змінювалась влада.
У 1929 році розпочалася примусова колективізація. Був створений перший колгосп ім. Карла Маркса. У жовтні 1936 року відкрили школу.
Село постраждало внаслідок геноциду українського народу, проведеного окупаційним урядом СССР 1923-1933 та 1946-1947 роках.
У 1967 році у центрі села було урочисто відкрито пам'ятник 32 героям червоноармійського загону та їх командиру Павлу Іллічу Новікову. Пам’ятник цей і досі височить у центрі села, неподалік місця, де стояла хата діда Чорноплата.
У вересні 1998 році було відкрито нове приміщення Чорноплатівської школи.
У 2009 році середня школа та дитячий садок були об'єднанні в навчально-виховний комплекс. У ньому навчаються та виховуються діти з навколишніх сіл, яких підвозить до НВК шкільний автобус. Кожного літа відбуваються теплі ювілейні зустрічі колишніх випускників школи. Сотні випускників школи зараз живуть і працюють в Україні та за її межами, листуються з вчителями та учнями, допомагають рідному селу та школі.
В селі нараховується 486 дворів з них 30 – нежилих, проживає близько 1 тисячі селян. Переважає жіноче населення. В середньому за рік народжується  8-10 немовлят, помирає – до 30 чоловік. В школі навчається 71 учень, дитячий садок відвідує – 35 дітей. Більшу частину  становить населення працездатного віку, яке зайняте у різних сферах господарства.
Живуть і трудяться на українській землі добрі і працьовиті люди, нащадки діда Чорноплата. Гордо несуть його прізвище, розповідоють місцеві легенди та перекази давнини, збереглись і донині традиції святкування „Масляної”, „Водохреща”, „Івана Купала”.
А пам'ять нашої землі та її неповторна природа стала близькою для нових поколінь чорноплатівців.
```
У безмежних лугах загубилось			Та згубили часи нас новітнії
Небагатеє наше село.					Всіх зігнали в колгосп, мов овець,
Як жилось в віках! Як любилось!			В чорній праці потуги безпліднії
Огортало всіх  Боже тепло.				Нашу силу звели на нівець.

В давнину поведуть нас перекази			Не щебечуть вже вулиці дітками:
Сивочолих сільсіких мудреців,			Повтікали в світи молоді.
Що спочили уже під березами,			Сліпнуть хати забитими вікнами,
А їх спогад і ще не відцвів.				Плаче вітер у чорній трубі.

Не були ми в татар полоненими:			Віддзвеніли літа косовицями.
Врятувала багнука заплав.				Уляглися над Сеймом пісні.
І село ще відоме за схемами,			Не скриплять журавлі над криницею
Що складав для поляків Боплан.			Все було, як у дивному сні.

По великій воді, що розливами			Як же хочеться ранніми веснами
Вирувала в лугах по лозі,				Під ячання пролітніх гусей,
Мимо нас із Путивля до Києва			Щоб село із піснями воскреслими,
Пропливали тамтешні князі...			Як колись, задивлялося в Сейм.

Ми долал всі біди та пошесті.
Навіть Сейм ми спрямляли в ручну!
Праця й воля були в нас у почесті:
Мали славу в окрузі гучну...

```

## Економіка
У 1929 році розпочалася колективізація. Був створений перший колгосп ім. Карла Маркса. Господарство спершу було невеликим: коней – 26, великої рогатої худоби – 10, свиней – 10, овець – 30 голів. Існував також колгосп „Більшовик”. В колгоспі було 100 га землі,  18 корів, 13 коней та інша живність. Згодом у 1997-1999 роках був створений КСП „Світанок” керівником якого був В. М. Хярм. В колгоспі працювало 325 робітників. Колгосп  вважався мільйонером в ньому нараховувалося: до 3 тис. голів великої рогатої худоби, 1,5 тис. овець, до тисячі качок і гусей, велика кількість свиней. КСП нараховувало: 3 ферми, трикторна бригада, існувала власна бензо-заправка, тік. Вирощували: жито, пшеницю, овес, льон, гречку, городні культури. За час існування колгоспу було збудовано: хлібопекарню та олійницю, відкрито сир-цех, дитячий садок „Барвінок”, який діє й до нині. В селі працюють два магазини, відділення зв'язку, будинок культури  з сільською бібліотекою.  
На цей час колгосп перейшов у власність приватному підприємцю Ю. М. Степанову.	

## Відомі люди
В сільській школі навчався міністр освіти та науки України у 2000-2005 роках Кремень Василь Григорович.
За визначні особисті заслуги у соціально-економічному та культурному розвитку Конотопського району Кременю В. Г присвоєно звання "Почесний громадянин" Конотопського району.